# Miranda Otto
Miranda Otto (Brisbane, Queensland, 1967. december 16. –) ausztrál színésznő. Legismertebb szerepe a harcos hercegnő, Éowyn Peter Jackson A Gyűrűk Ura-filmjeiben.

## Élete
Miranda Otto 1967. december 16-án született Brisbane városában. Édesapja a neves ausztrál színész-rendező, Barry Otto, így Mirandát már kiskorában elvarázsolta a színházi és a filmvilág. Kiskorában balettozott, de idővel ráébredt, hogy a tehetsége e téren közepes. Eleinte orvosi egyetemre készült, de végül a színészet mellett döntött. Beiratkozott hát a NIDA Filmművészeti iskolába, és 1990-ben, 23 éves korában kapott diplomát a neves intézmény falai közt. Addigra már több film állt a háta mögött (1986-ban debütált az Emma háborújában), de egyelőre még nem ért el átütő sikert, hisz' legtöbbször kis nézettségű művészfilmekben, illetve tv-sorozatokban szerepelt. Huszonévesen a rendezők előszeretettel bízták meg zsenge ifjú lányok szerepeivel, mivel koránál jóval fiatalabbnak tűnt.
A kilencvenes évek vége felé úgy döntött, próbát tesz Hollywoodban is. Nem volt rossz döntés, 1998-ban ugyanis a díjak tucatjaira jelölt Az őrület határán című film illusztris színészgárdájának tagjaként mutatkozhatott be. Következő nagyobb hollywoodi filmje a Temetetlen múlt volt, amelyben Michelle Pfeiffer és Harrison Ford oldalán játszott.
Egy új-zélandi rendező, bizonyos Peter Jackson is felfigyelt a tehetséges ausztrál nőre. Az épp készülőfélben lévő A Gyűrűk Ura trilógia egyik szerepe megüresedett, amikor az Éowyn szerepére kiszemelt Alison Doody a terhessége miatt visszautasította az ajánlatot, és a szerep Mirandánál landolt. A karakterbe rengeteg munkát fektetett, hat hónapot forgatott a stábbal, és ez idő alatt meglehetősen sűrűn kellett a kardforgatást és a lovaglást gyakorolnia. A Gyűrűk Ura ma már legenda, Miranda a trilógia második részében jelent meg először, és hamarosan hatalmas nemzetközi rajongótáborra tett szert a konok és harcias úrnő szerepének köszönhetően.
A Gyűrűk Ura után sorra jöttek a lehetőségek: szerepelt a Libidó – vissza az ösztönökhöz című filmben, a többszörösen díjazott The Way We Live Now című minisorozatban, egy bájos ausztrál vígjátékban (Danny Deckchair), drámában (In My Father’s Den), kalandfilmben (A Főnix útja), és Spielberg sci-fijében (Világok harca) is. 2007-ben egy minisorozattal (Starter Wife) tért vissza a szülési szabadságról, és zöld utat kapott a sorozata, a Cashmere Mafia is.
2003. január 1-jén összeházasodott Peter O'Brien rendezővel. 2005-ben megszületett a kislányuk, Darcey.

## Filmjei
| Év        | Eredeti cím                                   | Magyar cím                       | Szerep         | Megjegyzés |
| --------- | --------------------------------------------- | -------------------------------- | -------------- | ---------- |
| 2018      | Zoe                                           | Zoe                              | Tervező        | Film       |
| 2018-2020 | Chilling Adventures of Sabrina                | Sabrina hátborzongató kalandjai  | Zelda Spellman | Sorozat    |
| 2017      | Annabelle: Creation                           | Annabelle 2.- A teremtés         | Esther Mullins | Film       |
| 2014      | I, Frankenstein                               | Én, Frankenstein                 | Leonore        | Film       |
| 2005      | War of the Worlds                             | Világok harca                    | Mary Ann Davis | Film       |
| 2004      | In My Father's Den                            | Apám sufnija                     | Penny          | Film       |
| 2004      | Flight of the Phoenix                         | A Főnix útja                     | Kelly          | Film       |
| 2004      | Danny Deckchair                               | Nyugágy Danny                    | Glenda Lake    | Film       |
| 2003      | The Lord of the Rings: The Return of the King | A Gyűrűk Ura: A király visszatér | Éowyn          | Film       |
| 2002      | Julie Walking Home                            | A gyógyító                       | Julie Makowsky | Film       |
| 2002      | The Lord of the Rings: The Two Towers         | A Gyűrűk Ura: A két torony       | Éowyn          | Film       |
| 2001      | Human Nature                                  | Libidó - Vissza az ösztönökhöz   | Gabrielle      | Film       |
| 2001      | The Way We Live Now                           | Ahogyan most élünk               | Mrs. Hurtle    | Film       |
| 2000      | What Lies Beneath                             | Temetetlen múlt                  | Mary Feur      | Film       |
| 1999      | The Jack Bull                                 |                                  | Cora Redding   | Film       |
| 1998      | The Thin Red Line                             | Az őrület határán                | színész        | Színdarab  |
| 1997      | Doing Time for Patsy Cline                    |                                  | Patsy          | Film       |
| 1996      | Love Serenade                                 | Szerelmi szerenád                | Dimity Hurley  | Film       |
| 1990      | Daydream Believer                             | Lóvá tett milliomos              | színész        | Színdarab  |
| 1985      | Emma's War                                    | Emma háborúja                    | Emma Grange    | Film       |